# Országos Pedagógiai Intézet
Országos Pedagógiai Intézet (OPI) 1962-1990-ig működött, székhelye Budapesten volt. A Pedagógiai Tudományos Intézet és a Központi Pedagógus Továbbképző Intézet jogutódjaként alakult meg az 1961. évi III. sz. törvény nyomán. 1990-ben jogutód nélkül szűnt meg.

## Feladatai
Iskolai alapdokumentumokkal, tantervekkel, nevelési programokkal ellátni az oktatási intézményeket, elkészíteni az érettségi tételeket, megszervezni a tanulmányi versenyeket, mindezek mellett feladata volt még neveléstudományi kutatások végzése, a tanítók és tanárok továbbképzésének, szakfelügyeletének irányítása.

## Működése
Működését az aktuális oktatáspolitika határozta meg, mindezen korlátok közt gazdag pedagógiai szakmai tevékenység is folyt, az oktatás és a nevelés egy-egy területét tanszéki rendszer keretei közt művelték. A majd 30 év alatt számos kiváló pedagógus működött az OPI-ban. Módszertani folyóiratokat, kézikönyveket, tanulmányköteteket szerkesztettek és adtak közre. A Magyar Pedagógiai Társasággal közösen adták ki a Pedagógiai Szemle című szakfolyóiratot. Majd az OPI Dokumentumok sorozatban adták közre szakírásaikat. Az OPI kísérleti iskolák működését is támogatta, köztük a budapesti 12 osztályos Arany János Iskolát, a szolnoki Varga Katalin Gimnáziumot, a szentlőrinci iskolát.

## Igazgatói
- Szarka József (1962-1976)
- Miklósvári Sándor (1976-1980)
- Vajó Péter mb. ig. (1980)
- Szabolcsi Miklós (1981-1989)
- Benedek András (1989-1990)

## Az OPI egyes munkatársai
- Báthory Zoltán
- Bayer István
- Faragó László
- Kiss Árpád
- Lénárd Ferenc
- Nyitrai Tamás
- Szabolcsi Miklós
- Szokolszky István
- Takács Etel
- Varga Lajos
- Varga Tamás
- Xantus Gyula
- Zátonyi Sándor
- Forrai Mihály